# دکتر و شیاطین
دکتر و شیاطین (انگلیسی: The Doctor and the Devils) یک فیلم در سبک ترسناک به کارگردانی فردی فرانسیس است که در سال ۱۹۸۵ منتشر شد.

## بازیگران
- تیموتی دالتون
- بریل رید
- بروس گرین
- جاناتان پرایس
- جولیان سندز
- پاتریک استوارت
- فیلیپ جکسون
- فیلیس لوگان
- استیون ری
- تی. پی. مک‌کنا
- توییگی
- فیل دیویس
- دیوید بامبر
- جک می
- جف راولی
- درموت کرولی
- جنیفر جاین
- لئونارد مگوایر
- جان هورسلی
- ریچل هربرت